# Bogádmindszent
Bogádmindszent es un pueblo ubicado en el distrito de Sellye, en el condado de Baranya, Hungría.

## Superficie
Posee una superficie de 11,58 kilómetros cuadrados.

## Demografía
Hasta 2019 la población era de 414 habitantes, con una densidad de población de 35,75 habitantes por kilómetro cuadrado.